# Aleksej Denisenko
Aleksej Aleksejevitj Denisenko (ryska: Алексей Алексеевич Денисенко), född den 30 augusti 1993 i Rostov-na-Donu, är en rysk taekwondoutövare.
Han tog OS-brons i flugviktsklassen i samband med de olympiska taekwondo-turneringarna 2012 i London.